# Kössen
Kössen este o localitate aflată la poalele masivului Kaiser, în regiunea Kaiserwinkl din Tirol (Austria).
Localitatea este în apropierea graniței cu Bavaria (Germania) și se învecinează cu localitățile Schwendt la sud, Walchsee și Rettenschös la vest. În preajma localității se află vârfurile Sheibenkogel (1611m) și Unterberghorn (1773m), la care se poate ajunge cu telegondola până la circa 1400 m, cât și Stripsenkopf (1806 m) din zona Zahmer Kaiser, Maukspitze (2231 m), Treffauer (2304 m) și Ellmauer Halt (2344 m) din zona Wilder Kaiser. Pe masivele din zona Zahmer Kaiser se organizează zboruri cu parapanta, iar lacul Walchsee este deschis amatorilor de apă.

## Populație
1. ↑  Dauersiedlungsraum der Gemeinden Politischen Bezirke und Bundesländer - Gebietsstand 1.1.2018 (în germană), Statistica Austriei, accesat în 10 martie 2019